# La pecora nera (film 1996)
La pecora nera (Black Sheep), anche noto col titolo di Mike l'acchiappavoti, è un film commedia del 1996 diretto da Penelope Spheeris e interpretato tra gli altri da Chris Farley e David Spade.

## Trama
Un candidato politico viene aiutato controvoglia da un incompetente fratello.

## Produzione
Tra gli altri attori presenti nel cast si citano Tim Matheson, Christine Ebersole e Gary Busey. Chris Owen e Fred Wolf fanno delle comparse cameo, e i reali fratelli di Farley, Kevin e John appaiono nel ruolo di due guardie di sicurezza al concerto Rock the Vote di MTV.

## Accoglienza
Il film totalizzò 32,3 milioni di dollari durante la sua corsa cinematografica negli Stati Uniti.